# Acineta (Plantae)
Acineta (lat. Acineta), rod jednosupnica iz porodice kaćunovki (orhideja). Priznato je 17 vrsta koje su rasprostranjene od tropskog Meksika do zapadane Južne Amerike. Trajnice.

## Vrste
1. Acineta alticola C.Schweinf.
2. Acineta antioquiae Schltr.
3. Acineta barkeri (Bateman) Lindl.
4. Acineta chrysantha (C.Morren) Lindl.
5. Acineta confusa Schltr.
6. Acineta cryptodonta Rchb.f.
7. Acineta densa Lindl.
8. Acineta erythroxantha Rchb.f.
9. Acineta hagsateri Salazar & Soto Arenas
10. Acineta hrubyana Rchb.f.
11. Acineta mireyae G.Gerlach & M.H.Weber
12. Acineta salazarii Soto Arenas
13. Acineta sella-turcica Rchb.f.
14. Acineta sulcata Rchb.f.
15. Acineta superba (Kunth) Rchb.f.